# Pörtträsket
Pörtträsket är en sjö i Överkalix kommun i Norrbotten och ingår i Kalixälvens huvudavrinningsområde. Sjön har en area på 0,314 kvadratkilometer och ligger 160,8 meter över havet. Sjön avvattnas av vattendraget Kvarnån.

## Delavrinningsområde
Pörtträsket ingår i det delavrinningsområde (737169-179206) som SMHI kallar för Namn saknas. Medelhöjden är 170 meter över havet och ytan är 29,4 kvadratkilometer. Det finns inga avrinningsområden uppströms utan avrinningsområdet är högsta punkten. Kvarnån som avvattnar avrinningsområdet har biflödesordning 6, vilket innebär att vattnet flödar genom totalt 6 vattendrag innan det når havet efter 149 kilometer. Avrinningsområdet består mestadels av skog (71 procent) och sankmarker (19 procent). Avrinningsområdet har 0,94 kvadratkilometer vattenytor vilket ger det en sjöprocent på 3,2 procent.